# 王尚荣
王尚荣（1915年5月28日—2000年4月1日），原名王尚寅。中国人民解放军中将，1955年获一级八一勋章、一级独立自由勋章、一级解放勋章。1988年获一级红星功勋荣誉章。